# 昭和維新
昭和維新（しょうわいしん）とは、1930年代（昭和戦前期）の日本で起こった革新派・国家革新の標語。

## 概要
1920年代から1930年代前半にかけては、昭和金融恐慌や世界恐慌による経済の悪化、排日移民法や張作霖爆殺事件などによる国際社会の不安定化などから、軍部急進派や右翼団体を中心に、明治維新の精神の復興、天皇親政を求める声が急速に高まった。特に政争を繰り返す政党政治への敵愾心が激しく、また天皇を外界と遮断して国を過っている（と彼らには見えた）元老・重臣ら側近達への憎しみも凄まじい。代表的な事件としては五・一五事件、二・二六事件が挙げられる。
「昭和維新実現」を唱えて数々の事件が起こされたが、「昭和維新実現」のための「討伐」であったり「天誅」であったりで、「彼を暗殺してからどうするのか、その後誰が何をするのか」という部分においては甚だ具体性に欠けていたことが多かった（「天皇親政」を唱えたことで、「今の指導者を排除した後どうするか」について論じることは天皇の統治大権を犯す「大権私議」にあたるということにもなった。たとえば「昭和維新実現の為荒木貞夫を首相に」と考えていても、「天皇に強要して荒木に大命降下させる」ことはそれ自体が謀反になってしまう、という論理）。日本の政治システムを4日間に渡り空白に陥れた二・二六事件でさえ、実行者達は、皇居を占領し天皇に親政を迫った後の計画を持っていなかった（そもそも、皇居そのものを占領するところまでは実行されなかった。新国家の指導者として、事件の黒幕の1人とされる真崎甚三郎に期待していた者もいたが、彼が動かなかったことで梯子を外された格好となった）。
片山杜秀は、昭和維新的な思想を持ちながらついに直接行動に出ることはなかった安岡正篤について「安岡の『錦旗革命論』はその論理においてなかなかに過激だし、彼は最後まで『錦旗革命論』を裏切ってはいない。しかしその革命論は、現実に対して厳格に適用されれば、日本では天皇ただ一人を除いて革命を起こせなくなるという結論に帰結し、それ以外の下々の者が勝手に革命を起こそうとするなどあってはならないということになる」と述べている。
戦後においては「右からの変革」を主張する民族派の右翼の基本路線でありスローガンとなった。

## 思想性・国家像
昭和維新の思想としては、例えば二・二六事件における精神的指導者である北一輝の著した『日本改造法案大綱』には、治安警察法等の廃止・華族制度廃止（当然、貴族院も廃止）・所得累進課税の強調あるいは私有財産制限・大資本国有化（財閥解体）・皇室財産削減・児童と婦人の権利・8時間労働制などの、当時としては進歩的な政策が並ぶ（この多くは第二次世界大戦後に実行に移される）。また、この事件の主犯である磯部浅一によれば、日本の国体を「天皇の独裁国家ではなく天皇を中心とした近代的民主国家」と定義した上で「現在は天皇の取り巻きによる独裁状態にある」とする。日露戦争や大逆事件（治安維持法が制定されるきっかけとなった）以前の日本を社会の閉塞感・国家と国民との隔たりを感じさせない理想国家として捉えている。
北や磯部が実際に思い描いていた「天皇親政」とは、天皇の元に権力が一元化される、すなわち天皇の元に議会があり、議会から内閣が発生する、と解釈することが出来る。磯部は「天皇の取り巻きである重臣や軍閥、政党や財閥などが独裁を行っている」と言っていることから、彼らから権力を取り上げ、国民の手に権力を戻すことが必要と考えていたと考えられる。彼らの思想は、国家社会主義と分類・紹介される事が多い。しかし、治安維持法廃止までも掲げられていたため、むしろ軍部単独による階級闘争・暴力革命・非合法手段・強権行使に頼った日本式社会民主主義とも言える。更には反特権階級・反財閥・果ては社会主義や日蓮宗の思想までもが混然としていたとされる。

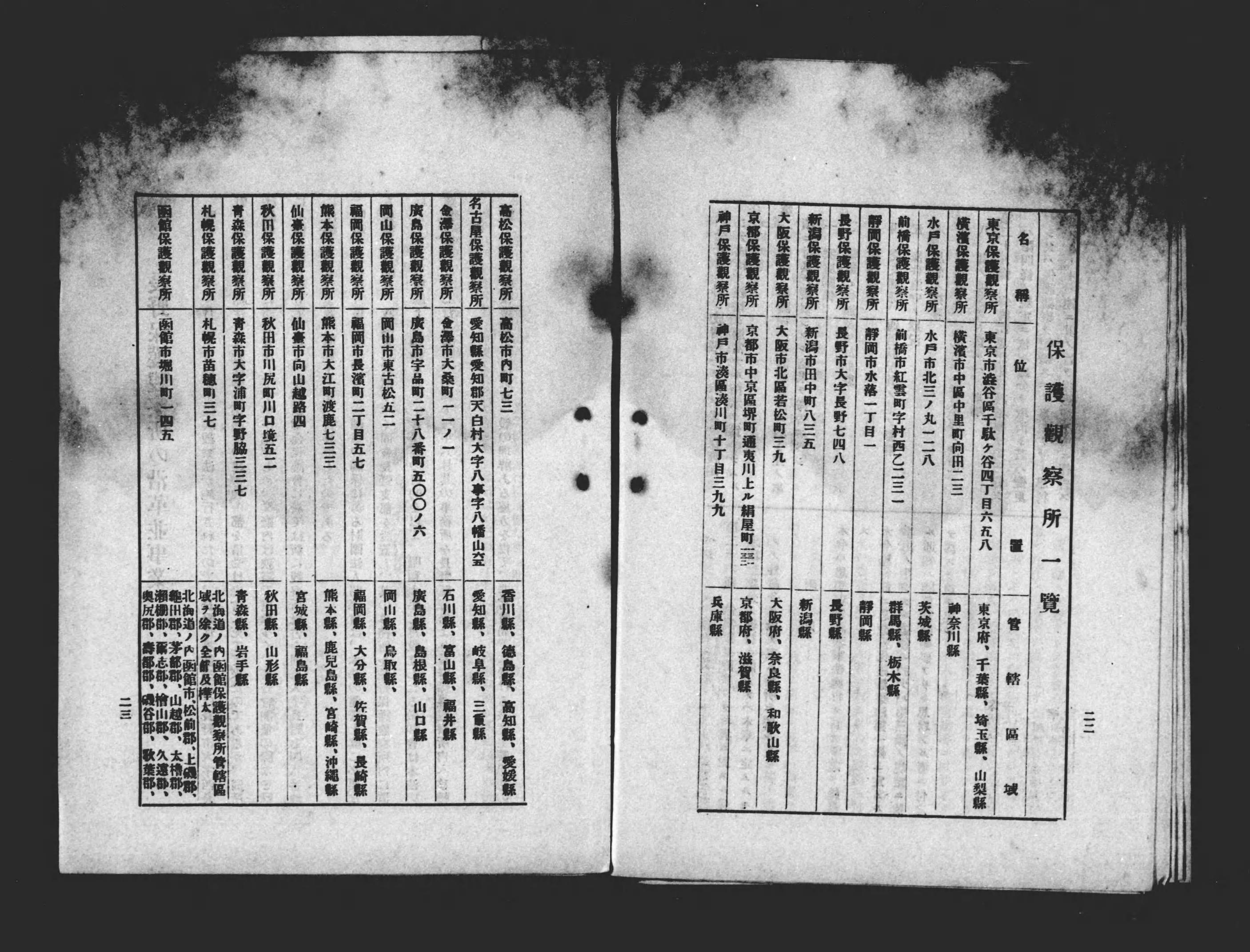
二・二六事件の後、廣田内閣が設置した思想犯保護観察所の一覧。

二・二六事件の鎮圧の後に、思想犯保護観察法が制定され、昭和維新を掲げる政治団体や皇道派と密接な繋がりがあった宗教団体（大本など）への取締りが強化された。ただし、経済政策については、統制派と緊密な関係を築き満州国で実務の第一線に立っていた革新官僚・岸信介が北一輝を評価していたこともあり、外地で幾つか参考とされた。

## 関連文献
- 田中健之　『昭和維新』　学研プラス 2016年
- 橋川文三　『昭和維新試論』　朝日選書、1993年、ちくま学芸文庫　2007年
- 高橋正衛　『二・二六事件　「昭和維新」の思想と行動』　中公新書、増補新版1994年
- 『二・二六事件と昭和維新』　＜別冊歴史読本＞新人物往来社、1997年